# James Rodwell
Pour les articles homonymes, voir Rodwell.

b Matchs officiels uniquement.
James Rodwell est un joueur britannique de rugby à sept né le 23 août 1984.  International anglais de rugby à sept, il représente dans ce même sport l'équipe de Grande-Bretagne qui remporte la médaille d'argent lors du tournoi masculin des Jeux olympiques d'été de 2016 à Rio de Janeiro.

## Biographie
En 2019 il devient le joueur avec le plus de participations en tournoi des World Seven Series.
Il accomplit également la prouesse de faire 69 tournois d'affilée dans cette même compétition.